# AB Ge 4/4
De Ge 4/4 is een elektrische locomotief van de Appenzeller Bahn (AB). Sinds 2006 maakt deze onderneming deel uit van de Appenzeller Bahnen (AB).

## Geschiedenis
De locomotief werd door Stadler Rail werk Bussnang, Schweizerische Lokomotiv- und Maschinenfabrik (SLM) en Asea Brown Boveri (ABB) ontwikkeld en gebouwd voor goederenvervoer en personenvervoer voor de Appenzeller Bahnen (AB).

## Constructie en techniek
De locomotieven zijn opgebouwd met een lichtstalen frame. De locomotief is voorzien van metGTO-thyristors gestuurde driefasige asynchrone motoren. De techniek van deze locomotief is afgeleid van de in 1989 ontwikkelde locomotieven voor de Schweizerische Bundesbahnen van het type Re 450.
Naast de GF-koppeling voor smalspoor werden aan beide zijden van de locomotief buffers en schroefkoppeling geplaatst voor het vervoer van normaalspoorgoederenwagens op rolbokken.

## Treindiensten
Deze locomotief wordt door de Appenzeller Bahnen (AB) ingezet op de volgende trajecten:
- Gossau SG – Appenzell
- Appenzell – Wasserauen